# Deniski
Deniski (białorus. Дзяніскі) – wieś w Polsce położona w województwie podlaskim, w powiecie bielskim, w gminie Bielsk Podlaski. Leży nad rzeką Orlanką. 
Deniski to dawna wieś królewska, która w 1795 roku położona była w starostwie bielskim w ziemi bielskiej województwa podlaskiego.
Według Pierwszego Powszechnego Spisu Ludności z 1921 roku Deniski były wsią liczącą 51 domów i 167 mieszkańców (84 kobiety i 83 mężczyzn). Wszyscy mieszkańcy miejscowości zadeklarowali wówczas wyznanie prawosławne. Jednocześnie większość mieszkańców miejscowości podała narodowość białoruską (157 osób), zaś reszta zgłosiła narodowość polską (10 osób). W okresie międzywojennym wieś znajdowała się w gminie Pasynki.
W latach 1975–1998 miejscowość administracyjnie należała do województwa białostockiego.
Prawosławni mieszkańcy wsi należą do parafii Przemienienia Pańskiego w Ploskach, a wierni kościoła rzymskokatolickiego do parafii Matki Bożej z Góry Karmel w Bielsku Podlaskim.